# Конгута
Ко́нгута (эст. Konguta, до 1918 нем. Kongota, рус. Конгота) — деревня в волости Элва уезда Тартумаа, Эстония.
До реформы местных самоуправлений Эстонии 2017 года  входила в состав волости Конгута и была её административным центром.

## География
Расположена в 27 километрах к юго-западу от уездного центра — города Тарту — и в 5 км к западу от города Элва. Высота над уровнем моря — 78 метров.

## Население
По данным переписи населения 2011 года в деревне проживали 135 человек, из них 126 (93,3 %) — эстонцы.
Динамика численности населения деревни Конгута:
| Год     | 2000 | 2011  | 2017  | 2018 | 2019  | 2020   |
| ------- | ---- | ----- | ----- | ---- | ----- | ------ |
| Человек | 163  | ↘ 135 | ↗ 183 | 183  | ↘ 182 | ↘ 173* |

* По данным Регистра народонаселения по состоянию на 1 января 2020 года

## История
В деревне находятся мыза Конгута с парком и аллеями и развалины бывшего замка Тизенгаузенов, вассалов дерптского епископа. Замок был построен около 1260 года, имел прямоугольную планировку с размерами 65 × 55 м и был окружён наполненным водой рвом. Первые письменные упоминания о замке Конгута (Конгота) относятся к 1417 году, когда дерптский епископ передал права на Конготу Энгельберту Тизенгаузену. В конце XV века у замка сменилось несколько владельцев. В нём имелись жилые и нежилые помещения, хаотично расположенные вокруг внутреннего двора. В замке также имелась часовня.
Замок был разрушен великим магистром Ливонского ордена Готхардом Кетлером в ходе Ливонской войны в 1558 года.  После разрушения замка на его месте была построена одноимённая усадьба (главное здание мызы с хозяйственными постройками). После войны Дерптское епископство перешло во владение Речи Посполитой до 1625 года, затем — Швеции. Шведскую королевскую власть в волостях Конгота и Кавелехт представляли Карл Эриксон Спарре и Ларс Клессон Флеминг.